# Relaciones Colombia-Polonia
Las relaciones Colombia-Polonia son las relaciones diplomáticas entre la República de Colombia y la República de Polonia. Ambos países son miembros de la Organización para la Cooperación y el Desarrollo Económicos.

## Historia
Ambos gobiernos establecieron relaciones diplomáticas en 1931. Inicialmente, Polonia acreditó su cuerpo diplomático en la Ciudad de México como concurrente en Colombia. Poco después, Polonia abrió un consulado honorario en Bogotá el cual se convirtió más tarde en legación diplomática. En 1935, Colombia abrió una misión diplomática en Varsovia. Durante los años 30´s, unas cuantas familias polacas, principalmente de origen judío, inmigraron a Colombia.
Después de la Invasión alemana de Polonia en septiembre de 1939 la cual dio inicio Segunda Guerra Mundial; el gobierno colombiano permitió, en 1942, al gobierno polaco en el exilio con base en Londres operar una misión diplomática en Bogotá. En diciembre de 1941, Colombia cortó relaciones diplomáticas con los miembros del eje, después del ataque japonés a Pearl Harbor, y les declaró la guerra declarada el 26 de noviembre de 1943. Después de la guerra, el gobierno colombiano reconoció al Gobierno Provisional de la Unidad Nacional polaco en diciembre de 1945. Entre 1952 y 1964, las relaciones diplomáticas entre Colombia y Polonia fueron suspendidas mientras Colombia sufría un gobierno autoritario qué coincidido con La Violencia, un periodo de malestar en Colombia. El 28 de julio de 1969, Colombia y Polonia restablecieron relaciones diplomáticas. En 1975, el primer embajador polaco llegó a Colombia y convirtió la legación en Embajada en Bogotá.
En junio de 1998, el Expresidente polaco, Lech Wałęsa fue invitado a Colombia a formar parte en una conferencia llamada Paz y solidaridad en el nuevo milenio". Wałęsa fue también invitado al Palacio Presidencial y se reunió con el presidente colombiano Andrés Pastrana Arango. En abril de 2002, Aleksander Kwaśniewski se convirtió en el primer Presidente polaco dar visita oficial a Colombia. En enero de 2018, el presidente colombiano Juan Manuel Santos se encontró con el presidente polaco Andrzej Duda durante el Foro Económico Mundial en Davos, Suiza.

## Relaciones bilaterales
Ambas naciones han firmado varios acuerdos bilaterales como un Acuerdo en Cooperación Técnica y Científica en 1967; Acuerdo en Intercambios Culturales y Científicos en 1981; Acuerdo de Comercio (1989); Acuerdo en Energía Minera e Industrial Cooperación en 1983 y un Acuerdo sobre la eliminación de los requisitos de visado para pasaportes diplomáticos en 2012.

## Comercio
En 2012, Colombia (y Perú) firmó un acuerdo de libre comercio con la Unión Europea (lo cual incluye Polonia). En 2018, el comercio entre Colombia y Polonia tuvo un valor de 334 millones de dólares estadounidenses. Las exportaciones principales de Colombia a Polonia incluyen: plátanos, carbón, café, flores y azúcar. Las exportaciones principales de Polonia a Colombia incluyen: equipamiento de telecomunicación, neumáticos y equipamiento eléctrico.

## Misiones diplomáticas
- Colombia tiene una embajada en Varsovia.[12]
- Polonia tiene una embajada en Bogotá.[13]

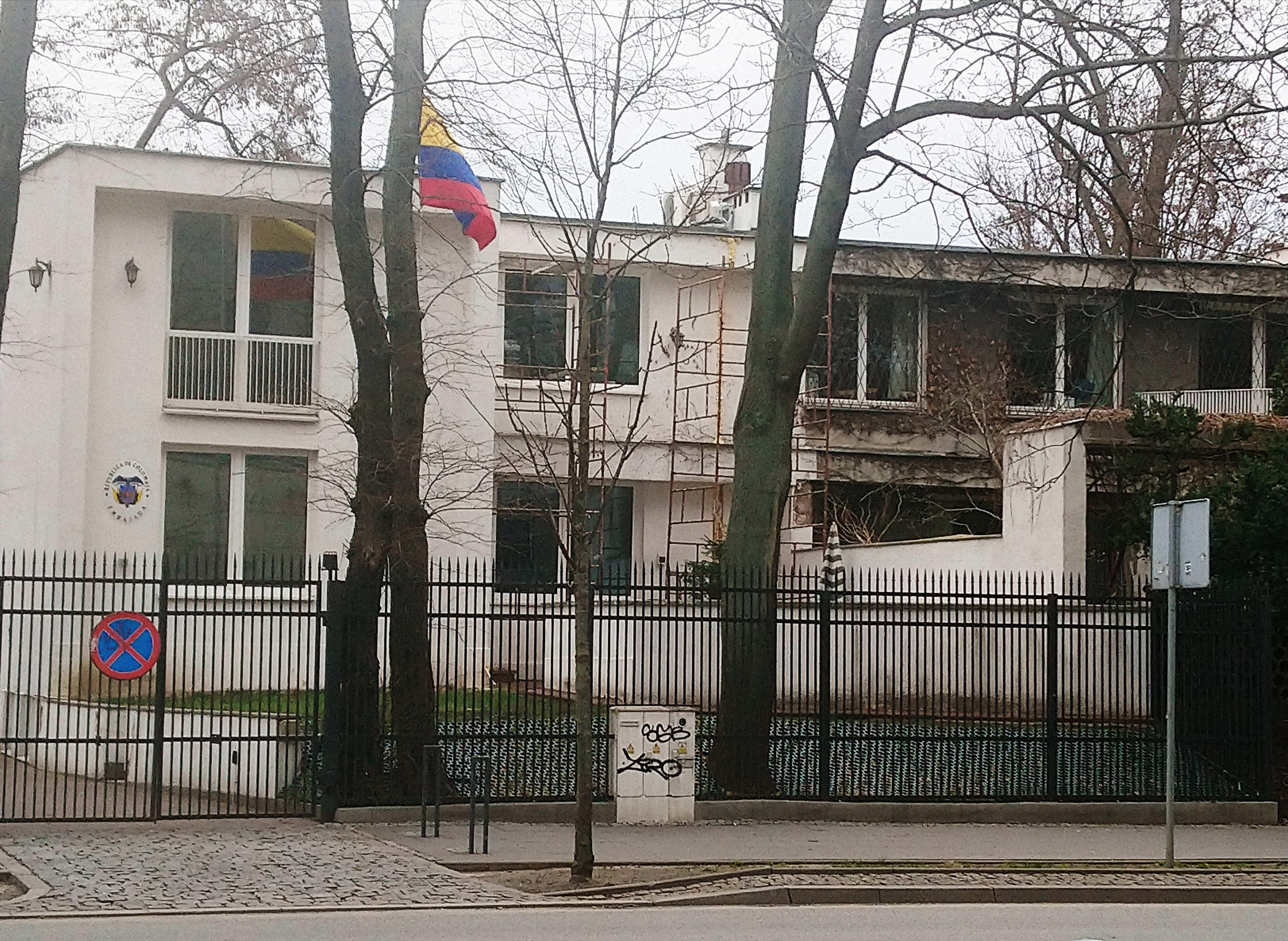
Embajada de Colombia en Varsovia
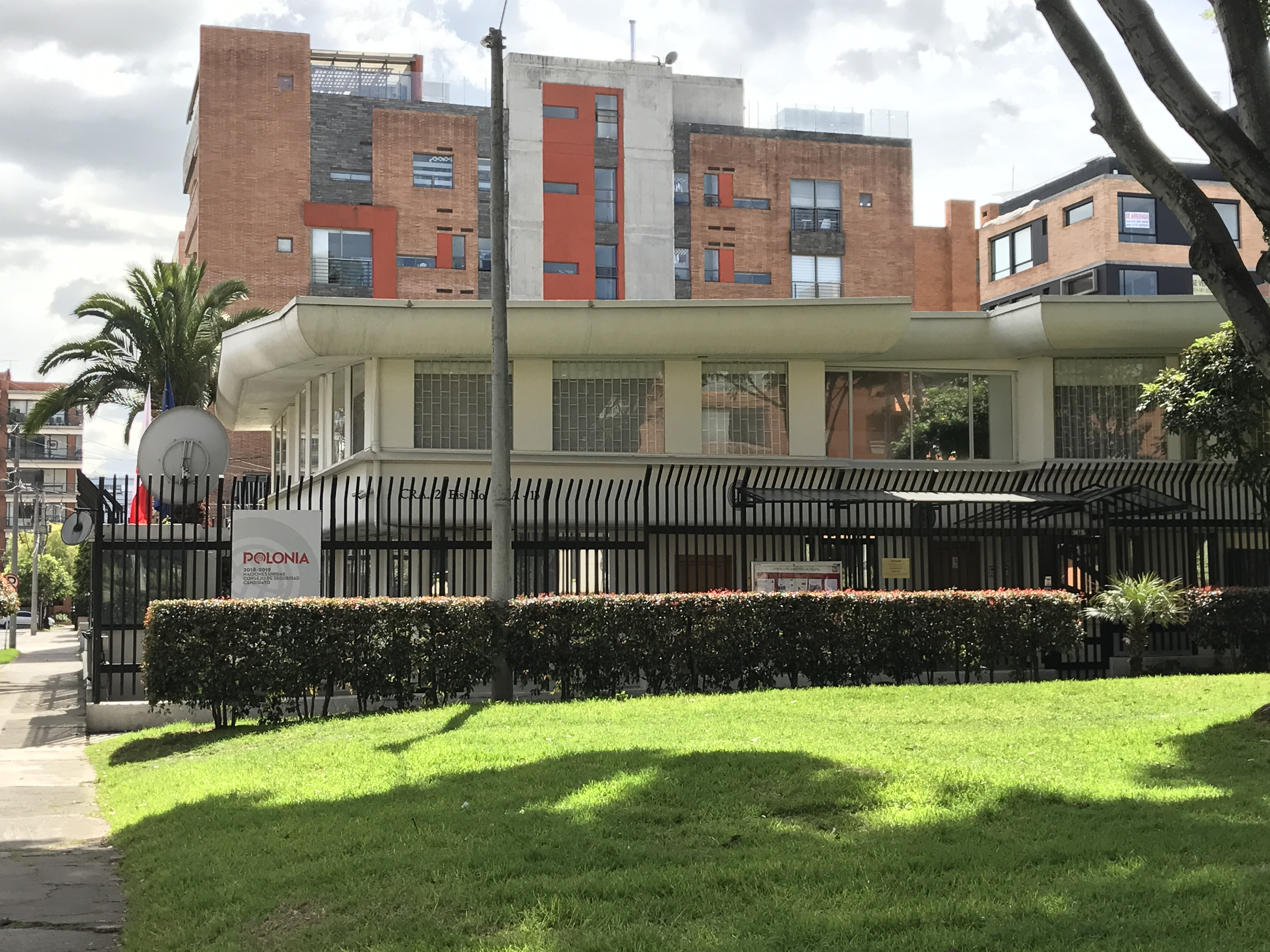
Embajada de Polonia en Bogotá